# Wilderness Air
Wilderness Air, vroeger bekend als Sefofane Air Charter, is een chartermaatschappij uit Botswana met het hoofdkantoor gevestigd in Maun.

## Geschiedenis
De luchtvaartmaatschappij werd opgericht in 1991 als Sefofane Air Charter, waar het begon met één Cessna 206.

## Vloot
Wilderness air heeft 26 vliegtuigen in hun vloot.
- Cessna 206 Stationair
- Cessna 208B Grand Caravan
- Cessna 210 Centurion
- Reims-Cessna F406 Caravan II